# 斉泰
斉 泰（せい たい、? - 1402年）は、明初の官僚。もとの名は徳。

## 生涯
1385年に進士となって洪武帝に仕えた。洪武帝の皇太子である朱標は1392年に早世してその息子である朱允炆が皇太孫とされたが、このときに朱允炆の守役・側近に任命された。官僚として政治力に長けていたことから朱元璋や朱允炆からの信任は厚く、1398年に朱元璋が死去して朱允炆が建文帝として即位すると、兵部尚書に任命された。
建文帝が若年だったことからその叔父ら藩王の力を抑制するため、黄子澄や方孝孺らと藩王削減を実施し、1399年には5人にも及ぶ王を廃した。しかしあまりに急進かつ強行すぎた政策は一番脅威の存在だった叔父の燕王朱棣（後の永楽帝）の反感を招き、クーデターを起こされてしまう。これが靖難の変であるが、靖難とは君側の奸を取り除くというものである。その靖難の一人として朱棣に挙げられたのが斉泰であった。
斉泰は政治家としては優秀でも、軍人としては二流だった。対する朱棣の軍勢は異民族と戦ってきた実戦豊富な精鋭軍団であり、優秀な将軍と参謀にも恵まれていたため、兵力で勝っていながら朱棣の前に連敗して兵部尚書を解任された。結局、首都の南京は朱棣に落とされて斉泰は捕縛され、黄子澄や方孝孺らと共に奸臣として処刑された（壬午殉難）。

## 伝記史料
- 『明史』巻141 列伝29